# Elements of Persuasion
Albums de James LaBrie
MullMuzzler 2
(2001) Prime Cuts
(2008)
Elements of Persuasion est le troisième album solo de James LaBrie (premier sous son nom, les deux premiers étant sortis sous le nom Mullmuzzler).
Cet album est sorti le 29 mars 2005.
Contrairement à ces anciens Projets solos, Elements of Persuasion sort sous son propre nom.
Pour ce nouvel opus, James LaBrie appelle de nouveau musiciens tels que Marco Sfogli (Guitare) et propose à l'ingénieur du son Richard Chycki d'enregistrer son disque, ce qui entraîne un son différent de ces anciens albums solos (Mullmuzzler). Cet album est alors considéré comme du metal progressif. Finalement la structure de l'album est à peu près la même que les deux précédents.

## Liste des titres
| No  | Titre                 | Durée |
| --- | --------------------- | ----- |
| 1.  | Crucify               | 6:01  |
| 2.  | Alone                 | 5:37  |
| 3.  | Freaks                | 5:30  |
| 4.  | Invisible             | 5:38  |
| 5.  | Lost                  | 3:42  |
| 6.  | Undecided             | 5:31  |
| 7.  | Smashed               | 5:34  |
| 8.  | Pretender             | 5:34  |
| 9.  | Slightly Out Of Reach | 6:11  |
| 10. | Oblivious             | 5:23  |
| 11. | In Too Deep           | 6:57  |
| 12. | Drained               | 5:11  |

| Japanese bonus track | Japanese bonus track | Japanese bonus track | Japanese bonus track | Japanese bonus track | Japanese bonus track | Japanese bonus track | Japanese bonus track | Japanese bonus track | Japanese bonus track |
| No                   | Titre                | Durée                |                      |                      |                      |                      |                      |                      |                      |
| -------------------- | -------------------- | -------------------- | -------------------- | -------------------- | -------------------- | -------------------- | -------------------- | -------------------- | -------------------- |
| 13.                  | Understand           | 4:36                 |                      |                      |                      |                      |                      |                      |                      |
| 1:06:46              |                      |                      |                      |                      |                      |                      |                      |                      |                      |

## Formation
- James LaBrie: chants
- Marco Sfogli: guitares
- Matt Guillory: claviers
- Bryan Beller: basse
- Mike Mangini: batterie